# Straßenbahn Bexley

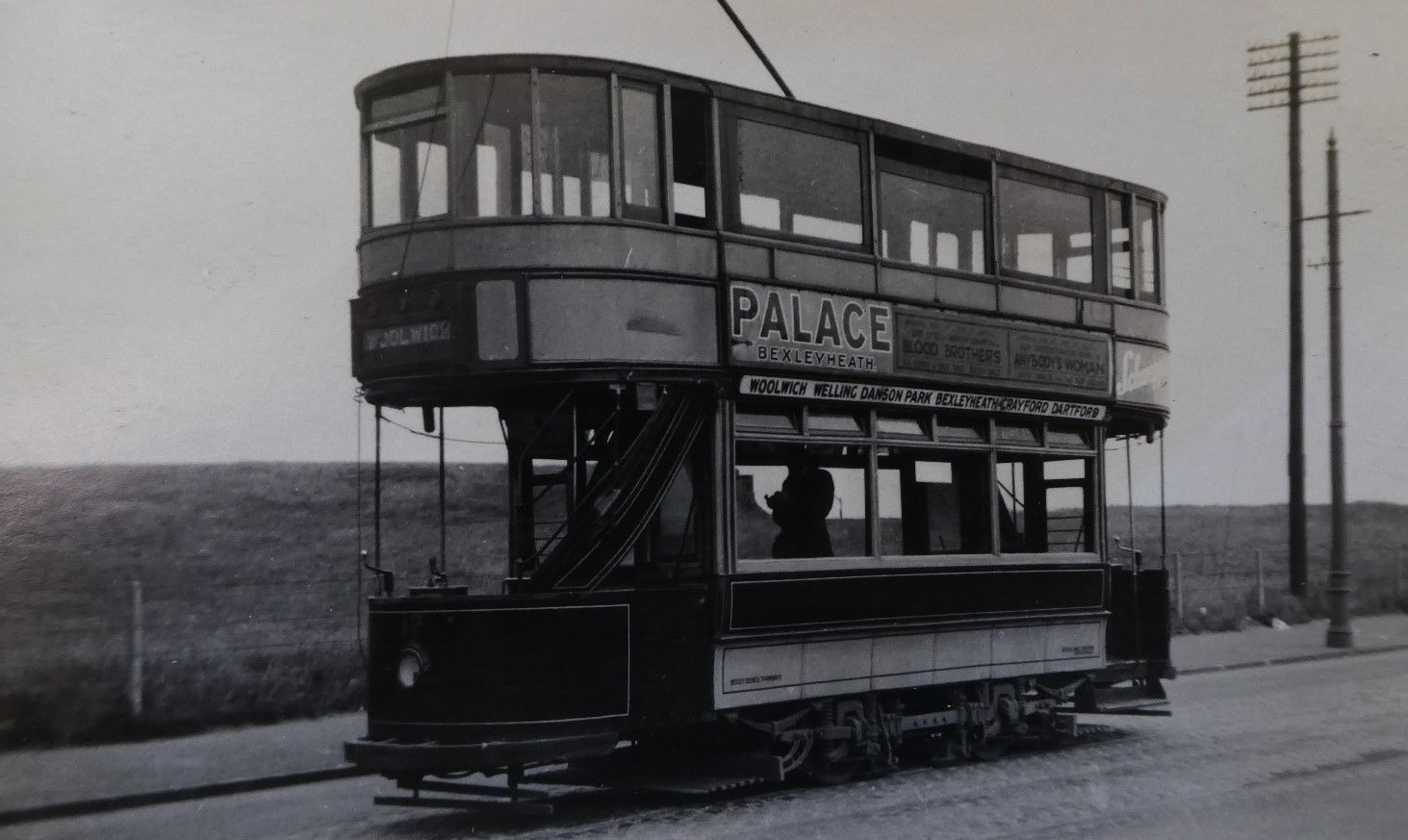
Wagen 17 der Straßenbahn Bexley

Die Straßenbahn Bexley (englisch: Bexley Urban District Council Tramways) war ein kleines kommunales Straßenbahnnetz, das ab 1903 in der britischen Gemeinde Bexley, seit 1965 Teil des gleichnamigen Stadtbezirks von London, betrieben wurde. Es wurde 1933 in das Netz der Straßenbahn London des neu eingerichteten London Passenger Transport Board (LPTB) integriert und 1935 stillgelegt.

## Geschichte

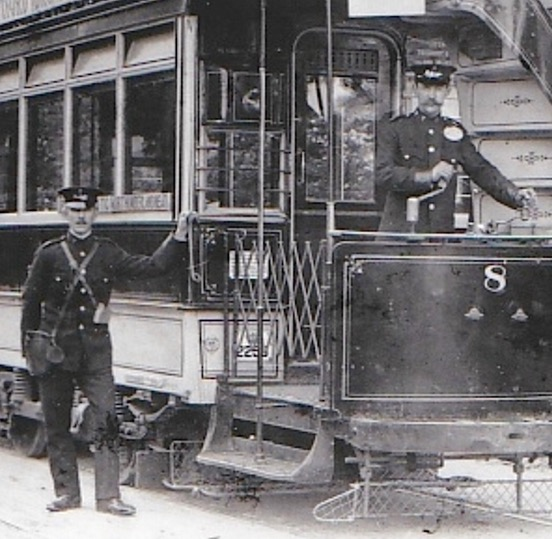
Schaffner und Fahrer mit Wagen Nr. 8 am Courtleet Bottom, um 1903

Bereits Ende des 19. Jahrhunderts plante der Londoner Vorort Bexley, ein Pferdebahnnetz aufzubauen. Als 1901 die Konzession für den Streckenbau und -betrieb erteilt wurde, hatte die elektrische Straßenbahn jedoch bereits in vielen Betrieben des Großraums London Einzug gehalten und so wurde auch in Bexley diese Antriebsart gewählt. Die beiden Strecken wurden in Normalspur gebaut und am 3. Oktober 1903 eröffnet. Die Hauptstrecke begann in Plumstead an der Kirche, wo Übergang zu den Woolwich and South East London Tramways (ab 1905 Teil der Straßenbahn London) bestand, und führte durch die Plumstead High Street, Wickham Lane, Upper Wickham Lane, Welling High Street, Park View Road, Crook Log, Broadway bis Bexleyheath, wo sich die Endstelle am Gravel Hill befand. Eine Zweigstrecke führte von Bexleyheath, Markt über Mayplace Road West, Erith Road bis nach Northumberland Heath, Colyers Lane, an der Ortsgrenze nach Erith. Hier schloss ab 1905 die Straßenbahn Erith an, in Bexleyheath (Gravel Hill) ab 1906 die Straßenbahn Dartford. Das Streckennetz hatte eine Länge von 8½ Kilometern. Das Depot der Bahn befand sich in Bexleyheath, in Höhe der heutigen Highland Road, kurz vor der Endstelle der Hauptstrecke. Es konnte anfangs 18 Straßenbahnwagen beherbergen und wurde später erweitert. Betrieben wurde die Straßenbahn Bexley vom Bexley Urban District Council als kommunaler Eigenbetrieb.
Die in Plumstead anschließende Strecke in Richtung London war zunächst schmalspurig, sodass keine Gleisverbindung gebaut werden konnte. Sie wurde jedoch 1908 auf Normalspur umgebaut und nun konnte ein Gemeinschaftsbetrieb eingerichtet werden. Die Londoner Bahnen benutzten nun ein kurzes Streckenstück der Straßenbahn Bexley in Plumstead mit, als die Londoner Strecke am 26. Juli 1908 nach Abbey Woods verlängert wurde. Gleichzeitig wurde die Hauptlinie der Straßenbahn Bexley über Plumstead hinaus auf Londoner Gleisen bis Woolwich verlängert.
Mit der Straßenbahn Erith bestand seit Juli 1908 eine Betriebsvereinbarung, die es den Wagen aus Erith erlaubte, bis zum  Markt in Bexleyheath durchzufahren. Da man sich über die Benutzungsgebühr nicht einigen konnte, wurde die Vereinbarung 1909 aufgekündigt und die Fahrgäste mussten in Northumberland Heath umsteigen. Ab dem 3. Januar 1916 fuhren die Wagen aus Erith unter der Liniennummer 98 wieder bis Bexleyheath und die Linie Bexleyheath – Northumberland Heath der Straßenbahn Bexley wurde eingestellt. 
Faktisch bestand ab August 1917 eine Betriebsgemeinschaft mit der Straßenbahn Dartford, nachdem ein Brand den gesamten Wagenpark der Dartforder Bahn zerstört hatte und Bexley daraufhin die Betriebsführung dieses Netzes übernommen hatte. Die Bahnen der nun mit der Nummer 96 bezeichneten Linie konnten ab dem 1. April 1921 von Woolwich über Plumstead, Welling und Bexleyheath nach Dartford durchfahren. Bis dahin musste in Bexleyheath noch umgestiegen werden. Die beiden Straßenbahnbetriebe wurden nun von einer gemeinsamen Verwaltung geführt.
Am 1. Juli 1933 wurde die Straßenbahn Bexley wie alle Straßenbahnen im Großraum London vom London Passenger Transport Board (LPTB) übernommen, das die Umstellung auf den Betrieb mit Oberleitungsbussen vorsah. Zunächst wurde am 10. November 1935 die Zweigstrecke nach Northumberland Heath stillgelegt und durch eine Trolleybuslinie ersetzt. Am 24. November 1935 folgte die Hauptlinie der Straßenbahn Bexley.

## Wagenpark
Zur Eröffnung der Straßenbahn Bexley standen zwölf Doppeldeck-Triebwagen (Wagen-Nr. 1 bis 12) zur Verfügung. Sie waren anfangs kastanienbraun und cremefarben gestrichen, um 1920 wurde die Farbgebung auf schokoladenbraun/creme geändert. Die ursprünglichen Wagen hatten 52 Sitzplätze. Die Wagenkästen kamen von den Electric Railway and Tramway Carriage Works, Drehgestelle von Brush Traction und die Motoren von der Firma Dick Kerr. Vier weitere annähernd baugleiche Wagen (Nr. 13 bis 16) kamen 1904 hinzu. 1915 musste Bexley sich fünf Bahnen aus London leihen, um den kriegsbedingt gestiegenen Beförderungsbedarf zu den Munitionsfabriken entlang der Strecke zu decken. Sie wurden 1917 zurückgegeben und durch sechs andere Leihwagen, ebenfalls aus London, ersetzt, die kurz darauf gekauft wurden. Sie erhielten dann die Nummern 17 bis 22. Fünf weitere Wagen (Nr. 23 bis 27) wurden ebenfalls 1917 aus London gekauft. Als im August 1917 ein Brand das Depot der Straßenbahn Dartford zerstörte, holte Bexley zwölf weitere Fahrzeuge aus London, sechs davon auf Leihbasis, und führte mit diesen den Betrieb in Dartford. Die übrigen sechs Wagen wurden gekauft und mit den Nummern 28 bis 33 in den Wagenpark integriert. Die sechs geliehenen Wagen wurden 1919/20 an die Straßenbahn London zurückgegeben.
Mit der Übernahme der Straßenbahn durch das London Passenger Transport Board 1933 gingen die vorhandenen 33 Wagen in den Wagenpark der Straßenbahn London über.

## Weblink
- Trams arrive in Bexley (Bexley Historical Society, englisch)